# Chirodactylus grandis
Chirodactylus grandis är en fiskart som först beskrevs av Günther, 1860.  Chirodactylus grandis ingår i släktet Chirodactylus och familjen Cheilodactylidae. Inga underarter finns listade i Catalogue of Life.